# Automolis flora
Automolis flora là một loài bướm đêm thuộc phân họ Arctiinae, họ Erebidae.